# Fairbanks Ranch
Fairbanks Ranch – jednostka osadnicza w Stanach Zjednoczonych, w stanie Kalifornia, w hrabstwie San Diego.